# Evelyn Waugh
Evelyn Arthur St. John Waugh (Londra, 28 ottobre 1903 – Taunton, 10 aprile 1966) è stato uno scrittore britannico.
È conosciuto per i suoi romanzi satirici: Declino e caduta, L'inviato speciale, Una manciata di polvere e Il caro estinto sono i più famosi. Nelle sue opere più personali (come Ritorno a Brideshead e la trilogia di Spada e onore) si può distinguere l'influenza della sua biografia e della sua conversione al cattolicesimo.
Molte delle opere dell'autore criticano l'aristocrazia e l'alta società britanniche, bersagliate dalla sua satira. Ma tali opere dimostrano che l'alta società, paradossalmente, ha sempre giocato una forte attrazione sull'autore. Waugh inoltre ha scritto racconti, tre biografie e il primo volume di un'autobiografia incompiuta. Anche i suoi racconti di viaggio e i suoi numerosi diari sono stati pubblicati.

## Biografia
Figlio di Arthur Waugh (1866–1943), saggista abbastanza conosciuto e direttore della casa editrice Chapman and Hall e fratello di Alec (1898-1981), anch'egli scrittore, Evelyn fu educato alla scuola di Heath Mount a Hampstead e al Lancing College. Da ragazzo era bravo a disegnare e per qualche tempo fu incerto tra la carriera artistica e quella letteraria.
Frequentò l'università allo Hertford College di Oxford, da dove uscì nel 1924 col minimo diploma (erano stati anni di goliardia e dissipazione, anche omosessuale, per quanto questo aspetto fu poi nascosto). Si iscrisse quindi a una scuola d'arte che abbandonò e fece per poco tempo l'insegnante nel Galles, da dove si licenziò nella speranza di seguire Charles Kenneth Scott Moncrieff (che stava traducendo Proust) come segretario a Firenze. Quando ciò non fu possibile (lo scozzese ci ripensò), Evelyn tentò il suicidio (ovvero come racconterà in chiave quasi comica voleva annegarsi ma aveva paura delle meduse). Dopo qualche viaggio in Francia, Scozia e Grecia, si mise a lavorare per il Daily Express per il quale pubblicò qualche articolo non firmato, ma venne presto licenziato. Iniziò allora un corso di falegnameria, facendo recensioni per il mensile The Bookman. Aveva nel frattempo scritto la novella The Balance (pubblicata nel 1926), e si era appassionato dei Preraffaelliti (scrivendo una biografia di Dante Gabriele Rossetti pubblicata poi nel 1928).
Nell'autunno del 1927 incontrò l'omonima Evelyn Gardner che sposò a luglio 1928. Subito dopo il matrimonio pubblicò Declino e caduta (Decline and Fall) che ottenne grande successo e iniziò a scrivere per The Observer. La rosolia di cui si ammalò la moglie fu il motivo per una crociera nel Mediterraneo, durante la quale scrisse Corpi vili (Vile Bodies, 1930), secondo grande successo. Al ritorno in Inghilterra tuttavia la moglie, She-Evelyn come era stata soprannominata, lo tradì (Waugh lo venne a sapere da una rivista scandalistica) e fuggì con un amico comune. I due si separarono nel 1929 e ottennero l'annullamento nel 1936. Nel frattempo scrisse Labels, ricordi di viaggio.
Il 27 settembre 1930 si convertì al cattolicesimo (già da giovane aveva pensato di prendere gli ordini nella chiesa anglicana). Pur rispettando molto la Chiesa e soprattutto il suo aspetto formale, il suo umorismo lo portava però spesso verso la blasfemia. Partì per un lungo viaggio in Africa, toccando l'Etiopia (dove assistette alla incoronazione di Hailé Selassié), il Kenya, il Congo belga (oggi Repubblica Democratica del Congo) e il Sudafrica. Anche da questo viaggio trasse materia per libri (Remote People e Black Mischief).
Tra il 1931 e il 1934 scrisse grande parte dei racconti di Mr Loveday's Little Outing and other sad stories (1936), dapprima su varie riviste (principalmente su Harper's Bazaar), quindi partecipò alla sceneggiatura tratta da Vile Bodies (scritta con John Paddy Carstairs) ma il film non fu realizzato (la regia doveva essere di Basil Dean) e vide tratto dallo stesso uno spettacolo teatrale scritto da Dennis Bradley. Fece quindi un viaggio in Brasile, spedizione interrotta che gli suggerì il resoconto Ninety-Two Days e la novella The Man Who Liked Dickens (1933, poi integrata nel romanzo Una manciata di polvere (A Handful of Dust).
Sugli eventi storici dell'epoca prendeva posizioni volutamente scandalistiche, ammirando Mussolini (soprattutto per la Colonia eritrea), o Franco e provocando gli amici con uscite inaspettate, riconsiderate in parte dopo la pubblicazione dei diari, ma inequivocabilmente, o forse solo provocatoriamente, filofasciste in Waugh in Abyssinia (1936), visto che in esso scrisse “È stato divertente essere filo-italiano quando era una causa impopolare e (così sembrava) perdente. Ora ho pochissima simpatia per questi fascisti esultanti” .
Nel 1935 pubblicò Edmund Campion: A Biography, biografia del missionario gesuita e frequentò Ronald Knox (sul quale anche scriverà una biografia nel 1959). Scrisse quindi il romanzo L'inviato speciale (Scoop) sul mondo dei giornalisti (pubblicato nel 1938) e fu coinvolto in un altro film (per la regia di Alexander Korda) che non venne realizzato (il titolo sarebbe stato Lovelies over London). Poté quindi sposare Laura Herbert, sua seconda moglie, con la quale ebbe sei figli: Teresa, Auberon (poi anche lui scrittore), Mary (morta in fasce), Margaret, Harriet May e Septimus (nati tra il 1938 e il 1946).
Scrisse poi quel che resterà con il titolo di Work Suspended (romanzo interrotto e pubblicato come racconto) e Robbery under Law in Messico ed entrò, senza dover svolgere la formazione prevista, come ufficiale dei Royal Marines per i quali si recò in Egitto e partecipò alla battaglia di Creta. Pare che come capitano fosse odioso e inetto, tanto che gli diedero un permesso perché scrivesse un nuovo romanzo (Brideshead Revisited, uscito poi nel 1945) ma in realtà per levarselo di torno. Dopo qualche mese, finito il libro, Evelyn si ripresentò a servizio, e venne spedito in Croazia. Durante il viaggio di ritorno passò da Roma dove fu ricevuto dal Papa, ma il resoconto della missione che presentò a Londra venne mal considerato (attaccava Tito che invece era alleato del Regno Unito).
Alla fine della guerra lavorò a una biografia di Sant'Elena che poi trasformò nel romanzo Helena (1950) e raccolse un'antologia dei vecchi reportage di viaggio in When the Going was Good (dove manca e non cita nemmeno Robbery under Law, di cui si deve essere pentito). Nel 1946 seguì, con qualche leggerezza, il Processo di Norimberga, poi venne invitato per una conferenza a Madrid ma non gli venne pagato il viaggio di ritorno e dovette rientrare per interessamento del console britannico (esperienza raccontata in Scott-King's Modern Europe del 1947, la cui critica al sistema di conferenze fatte a solo scopo di partecipare al successivo buffet farà da modello a molti episodi di romanzi ambientati nei "campus" universitari, quasi un genere a sé).
Un viaggio a Hollywood per un film anch'esso non realizzato (tratto da Brideshead Revisited per la MGM) e l'impressione di follia che ne trasse visitando il cimitero di Forest Lawn gli ispirò The Loved One (Il caro estinto), forse il suo capolavoro, uscito prima a puntate su "Horizon" e poi in volume da Chapman and Hall nel 1948). Venne quindi inviato in Scandinavia dal "Daily Telegraph" e andò per suo conto a Parigi (dove incontrò Paul Claudel).
Anche il nuovo tentativo del 1950 di trarre un film da Brideshead Revisited (nonostante avesse tra gli sceneggiatori Graham Greene) non andò in porto. Nel 1951 venne mandato da "Life" in Medio Oriente, poi si mise a scrivere la trilogia Sword of Honour. Dopo il primo volume (Men at Arms, uscito nel 1952) fece viaggi in Sicilia e a Goa in India e in Ceylon dove tra insonnia e dosi eccessive di sonniferi e con il costante problema dell'alcolismo si procurò diversi problemi e incidenti. Tuttavia riuscì comunque a scrivere Love Among the Ruins (1953) e The Ordeal of Gilbert Pinfold (1957).
Nel 1955 uscì il secondo volume della trilogia: Officers and Gentlemen (dove nella prefazione diceva di aver rinunciato a scrivere l'annunciato terzo volume). Nel frattempo andò a far visita a Ian Fleming in Giamaica. Lasciò il Gloucestershire e si trasferì nel Somerset. Due viaggi in Rhodesia lo spinsero a scrivere A Tourist in Africa (1960).
Nonostante la dichiarazione precedente scrisse poi il terzo volume della trilogia: Unconditional Surrender (1961) e l'ultimo dei suoi romanzi Basil Seal Rides Again (1963). Tornò quindi dopo trenta anni a visitare la Guyana britannica e il Brasile e scrisse la prima parte di un'autobiografia: A Little Learning (che arriva fino al 1924 e fu pubblicata nel 1964). Gli ultimi anni viveva allucinazioni alcoliche e morì d'infarto il 10 aprile del 1966.

## Stile
Anche se la scelta di quello che doveva scrivere sembra certe volte casuale o addirittura sbagliato, dietro la scrittura di Evelyn Waugh c'è uno stile ricercato e di qualità che lo rendeva "incapace di scrivere in maniera sciatta". Unito a questo, vi è un carattere ironico e pungente (che nei casi migliori diventa perfetto humour inglese e nei casi peggiori indugia divertendosi con uscite maleducate e provocazioni). Le due cose spingono a una scrittura in buona parte autobiografica ambientata tra le stravaganze della vita sociale inglese dei ruggenti anni venti e i viaggi africani (ma anche americani e in crociera), con alle spalle una forza parodica non comune che qualche volta eccede nei voli di fantasia fino quasi all'incubo con spunti da letteratura gotica. I suoi personaggi sono spesso odiosi e misantropi, se non addirittura ciarlatani e truffatori (come per esempio considerava i giornalisti), e inoltre odiano i bambini.

## Opere

### Romanzi
- Declino e caduta (Decline and Fall, 1928), trad. di Giovanni Fletzer, Milano, Bompiani, 1953 (come Lady Margot); Milano, Bompiani, 2010, ISBN 978-88-452-6561-7.
- Corpi vili (Vile Bodies, 1930), trad. di Rossana De Michele, Milano, Bompiani, 1958; Collana Narratori della Fenice, Milano, Guanda, 1992, ISBN 978-88-774-6540-5; Prefazione di Mario Fortunato, Collana Tascabili n.1262, Milano, Bompiani, 2014, ISBN 978-88-452-7544-9.
- Misfatto negro (Black Mischief, 1932), trad. di Maria Giovanna Albertoni Pirelli, Milano, Bompiani, 1954; Prefazione di Emanuele Trevi, Bompiani, 2004, ISBN 978-88-452-6269-2.
- Una manciata di polvere (A Handful of Dust, 1934), trad. di Maria Stella Ferrari, Milano, Bompiani, 1949; Milano, Mondadori, 1975; trad. rivista da Guido Almansi, Milano, Bompiani, 2003, ISBN 88-452-5365-1.
- L'inviato speciale (Scoop, 1938), trad. di Giovanni Fletzer, Milano, Bompiani, 1952; trad. di Francesco Saba Sardi, Introduzione di Carlo Alberto Brioschi, Milano, Guanda, 2002, ISBN 88-8246-482-2.
- Sempre più bandiere (Put Out More Flags, 1942), trad. di Orsola Nemi, Milano, Bompiani, 1949; Milano, Guanda, 1998, ISBN 88-7746-541-7; Milano, Bompiani, 2011.
- Ritorno a Brideshead (Brideshead Revisited: The Sacred & Profane Memories of Captain Charles Ryder, 1945)
- Scott-King's Modern Europe, 1947.
- Il caro estinto. Una tragedia Anglo-Americana (The Loved One: An Anglo-American Tragedy, 1948), trad. di Maria Stella Ferrari, Milano, Bompiani, 1949; Milano, Garzanti, 1967; Milano, Mondadori, 1973; trad. rivista da Guido Almansi, Milano, Bompiani, 1995, ISBN 88-452-2620-4.
- Elena. La madre dell'imperatore (Helena, 1950), trad. di Valentina Poggi, Introduzione di Marta Sordi, Postfazione di Laura Parmeggiani, Collana I libri dello spirito cristiano, Milano, BUR, 2002, ISBN 978-88-171-2809-4; Collana Tascabili n.1127, Milano, Bompiani, 2010, ISBN 978-88-452-6501-3.
- Amore tra le rovine e altri racconti (Love Among the Ruins. A Romance of the Near Future, 1953), trad. di Giovanni Fletzer, Milano, Bompiani, 1960; Collana Tascabili n.1146, Bompiani, 2010, ISBN 978-88-452-6562-4.
- Trilogia Sword of Honour, (con testi emendati), 1965:
  - Uomini alle armi (Men at Arms, 1952), trad. di Maria Albertoni Pirelli, Milano, Bompiani, 1959; Milano, Guanda, 2003, ISBN 88-8246-534-9; Milano, Bompiani, 2012.
  - Ufficiali e gentiluomini (Officers and Gentlemen, 1955), trad. di Eva Kampmann, Milano, Bompiani, 1960; Milano, Guanda, 2008, ISBN 978-88-8246-535-3; Milano, Bompiani, 2013.
  - Resa incondizionata (Unconditional Surrender, 1961), trad. di Remo Ceserani, Milano, Bompiani, 1963; Milano, Club degli Editori, 1963; Milano, Guanda, 2009; Milano, Bompiani, 2013.
- La prova di Gilbert Pinfold (The Ordeal of Gilbert Pinfold, 1957), trad. di Paolo Lepri, Milano, SE, 1987, ISBN 88-7710-078-8; trad di Ottavio Fatica, Milano, Bompiani, 2014.

### Racconti
- Opera interrotta (Work Suspended), trad. di Alessandro Roffeni, Postfazione di Jeffrey Heath, Milano, SE, 1992, ISBN 88-7710-240-3.
- Compassione, a cura di Ottavio Fatica, Milano, Adelphi, 2002, ISBN 978-88-459-1741-7. [Contiene: The Man Who Liked Dickens; Compassion; Basil Seal Rides Again or The Rakes Regress]
- L'uomo che amava Dickens, a cura di Mario Fortunato, Collana Narrativa straniera, Milano, Bompiani, 2012, ISBN 978-88-452-6744-4. [contiene 11 racconti]
- Tutti i racconti, a cura di Mario Fortunato, Collana I Grandi Tascabili n.1196, Milano, Bompiani, 2015, ISBN 978-88-452-7841-9. [composti tra il 1925 e il 1952]

### Libri di viaggio
- Etichette (Labels: A Mediterranean Journal, 1930), trad. Franco Salvatorelli, Collana Biblioteca n.503, Milano, Adelphi, 2006, ISBN 978-88-459-2128-5.
- Remote People, 1931
- Ninety-two Days: The Account of a Tropical Journey Through British Guiana and Part of Brazil, 1934
- Waugh In Abyssinia, 1936
  - Waugh in Abissinia, trad. di Tommaso Giartosio, Introduzione di Benedetta Bini, Palermo, Sellerio, 1992, ISBN 978-88-389-0776-0.
  - In Abissinia, trad. di  David Mezzacapa e Luciana Pansini Verga, Collana Biblioteca n.577, Milano, Adelphi, 2011, ISBN 978-88-459-2618-1.
- Robbery Under Law, 1939
- When The Going Was Good, 1946 [contiene testi, scelti da Waugh e ritenuti i migliori, tratti dai precedenti libri di viaggio: Labels (1930), Remote People (1931), Ninety-Two Days (1934) e Waugh In Abyssinia (1936)]
  - Un turista in Africa, trad. di Giovanna Gai, Collana Il Cammeo n.58, Milano, Longanesi, 1954.
  - Quando viaggiare era un piacere, trad. di David Mezzacapa, Collana Biblioteca n.316, Milano, Adelphi, 1996, ISBN 978-88-459-1169-9.
- I Luoghi Santi (The Holy Places, 1952), traduzione di Daniele V. Filippi, Collana Microgrammi n.14, Milano, Adelphi, 2022, ISBN 978-88-459-3662-3.
- Un turista in Africa (A Tourist in Africa, 1960), traduzione di Stefano Manferlotti, Milano, Adelphi, 2024, ISBN 978-88-459-3918-1.

### Biografie
- Rossetti: His Life and Works, Duckworth, London, 1928.
- Edmund Campion (Edmund Campion: Jesuit and Martyr, 1935), trad. di Maria Rosaria Schisano, Milano, Edizioni Paoline, 1966.
- The Life of the Right Reverend Ronald Knox, Fellow of Trinity College, Oxford and Protonotary Apostolic to His Holiness Pope Pius XII, 1959.

### Autobiografia
- Autobiografia di un perdigiorno (A Little Learning: the First Volume of an Autobiography, 1964), a cura di Mario Fortunato, Collana Overlook, Milano-Firenze, Bompiani, 2021, ISBN 978-88-301-0179-1.
- The Diaries of Evelyn Waugh, 1919-1965, a cura di Michael Davie, London: Weidenfeld and Nicolson, 1976; London, Phoenix, 2009.
- The Letters of Evelyn Waugh, 1914-1966, a cura di Mark Amory, London: Weidenfeld and Nicolson, 1980; Harmondsworth, Penguin, 1982.

### Saggi
La produzione saggistica di Waugh consta di oltre 500 testi, pubblicati tra il 1917 e il 1965. Moltissimi son quelli non più ripubblicati.
- The Essays, Articles and Reviews of Evelyn Waugh, a cura di Donat Gallagher, London, Methuen, 1983
- Cattolicesimo Americano, Vicenza, La locusta, 1975.

### Raccolte italiane
- Opere: 1930-1957, a cura di Guido Almansi, Milano, Bompiani, 1992, ISBN 88-452-1930-5. [Contiene: Una manciata di polvere; L'inviato speciale; Ritorno a Brideshead; Il caro estinto; La prova di Gilbert Pinfold; Corpi vili (scelta); Racconti: La breve vacanza del signor Loveday, Di guardia, Viaggio nella realtà, Asso pigliatutto; Diari (scelta)]

## Filmografia parziale
- Il caro estinto di Tony Richardson (1965)
- Sword of Honour di Bill Anderson (2001)
- Bring Young Things di Stephen Fry (2003)
- Brideshead Revisited di Julian Jarrold (2008)